# Lista di Abido

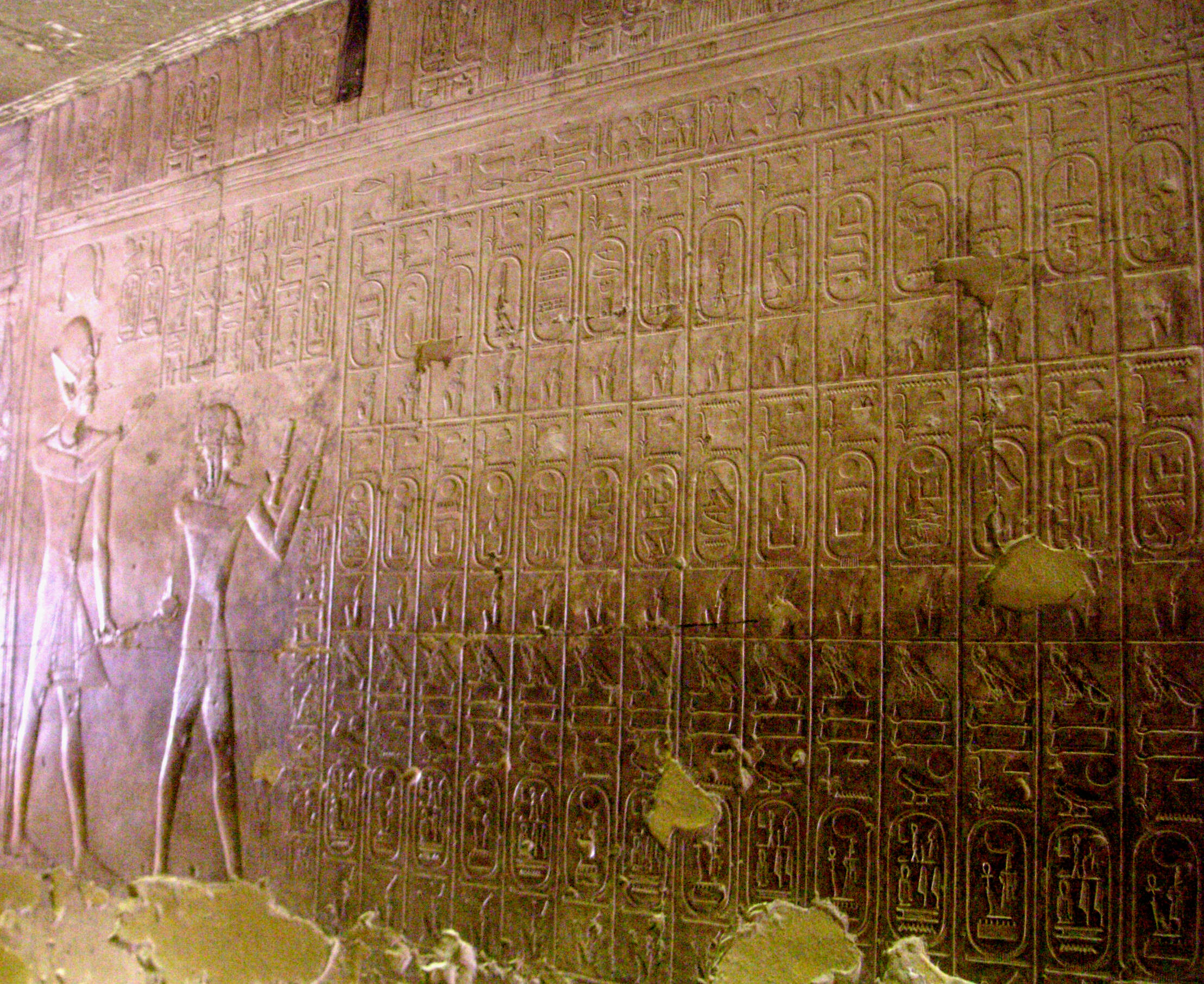
Vista d'insieme della lista reale

La lista reale di Abido comprende 76 nomi di sovrani dell'antico Egitto.
I nomi riportati sono quelli corrispondenti al titolo nesut byti, indicato anche come prenomen. L'elenco è riportato su un muro del tempio funerario di Seti I ad Abido.

## I dinastia

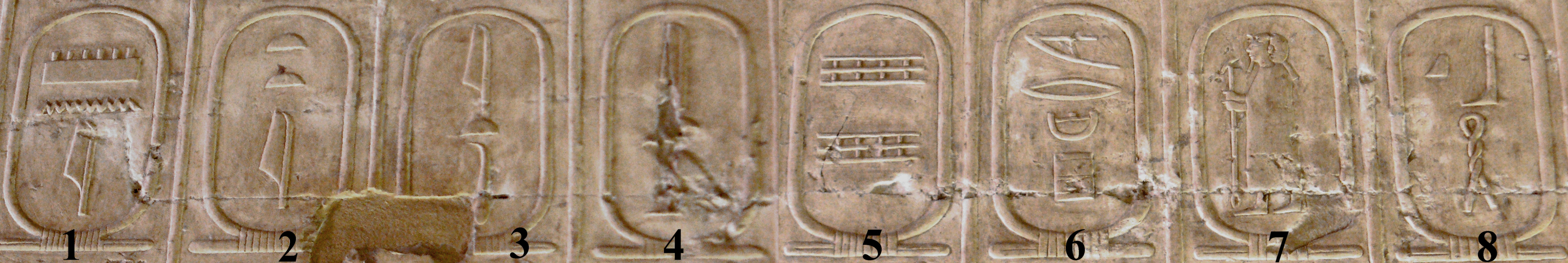
I prenomen dei sovrani della I dinastia

| n°       | 1    | 2    | 3   | 4   | 5     | 6       | 7     | 8    |
| prenomen | Meni | Teti | Iti | Ita | Septi | Merbiap | Semsu | Kebh |

## II dinastia

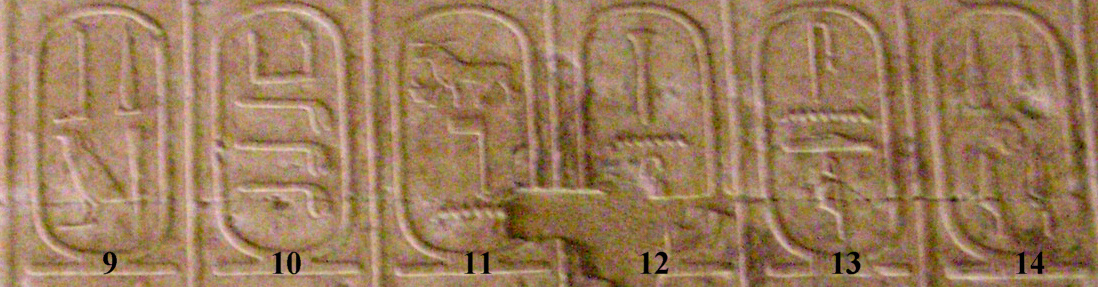
La II dinastia

| n°       | 9      | 10    | 11       | 12      | 13    | 14      |
| prenomen | Bedjau | Kakau | Banetjer | Uadjnas | Sendi | Djadjai |

## III dinastia

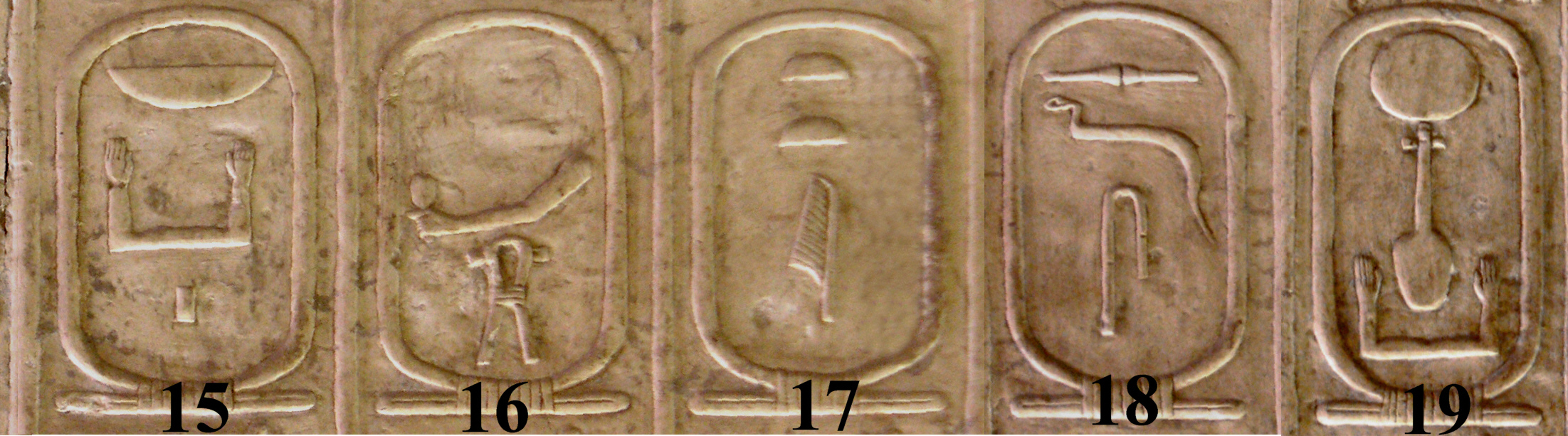
La III dinastia

| n°       | 15    | 16        | 17   | 18     | 19        |
| prenomen | Nebka | Djoser-za | Teti | Sedjes | Neferkara |

## IV dinastia

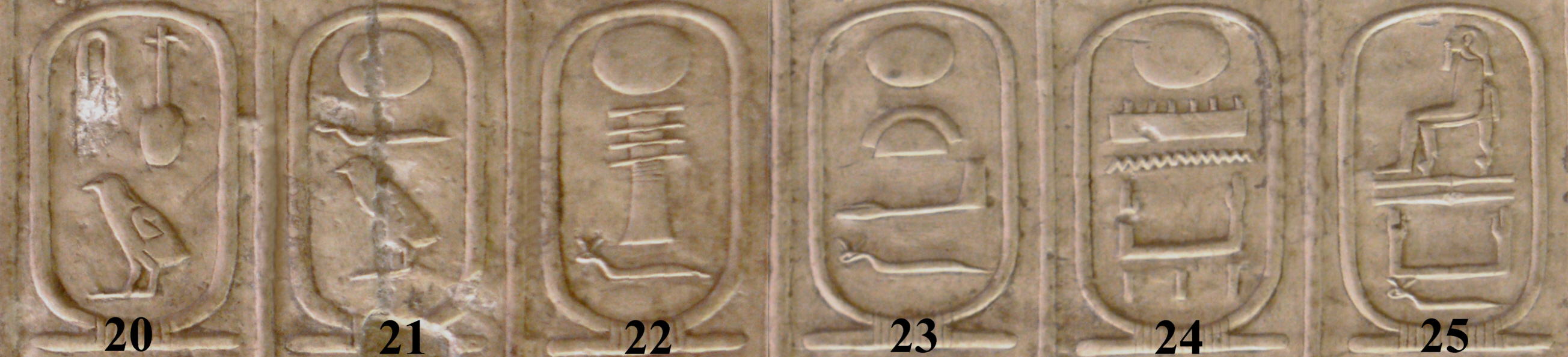
La IV dinastia

| n°       | 20    | 21   | 22       | 23      | 24       | 25         |
| prenomen | Nofru | Khfu | Djedefra | Rakhaef | Menkaura | Shepseskaf |

## V dinastia

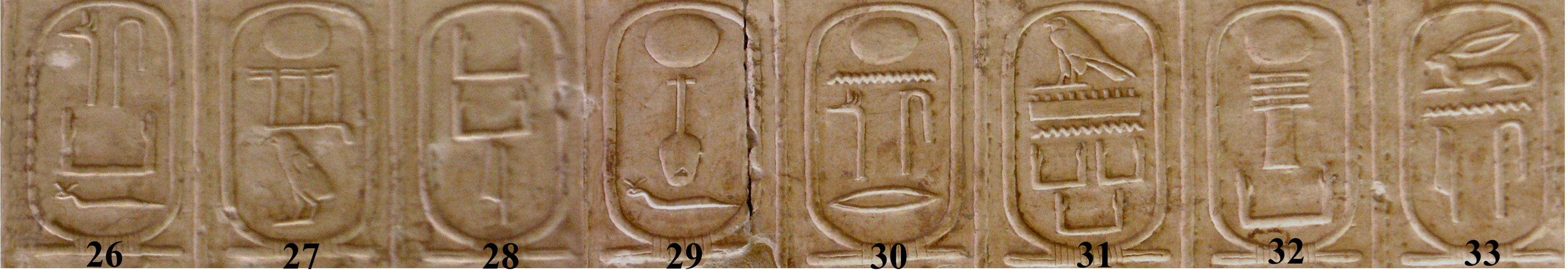
La V dinastia

| n°       | 26      | 27     | 28    | 29        | 30       | 31        | 32       | 33   |
| prenomen | Userkaf | Sahura | Kakai | Neferefra | Niuserra | Menkauhor | Djedkara | Unis |

## VI dinastia

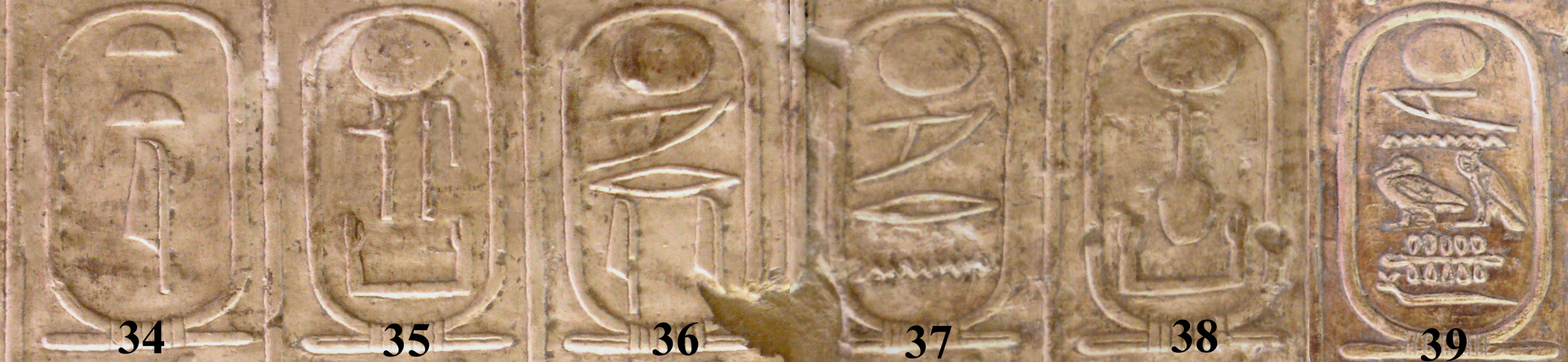
La VI dinastia

| n°       | 34   | 35       | 36     | 37      | 38        | 39              |
| prenomen | Teti | Userkara | Merira | Merenra | Neferkara | Merenra Saemsaf |

## VIII dinastia

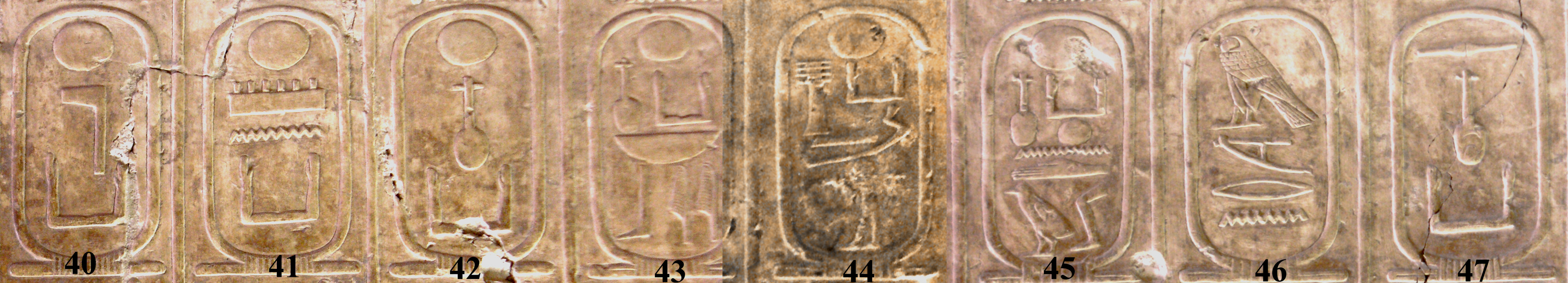
VIII dinastia

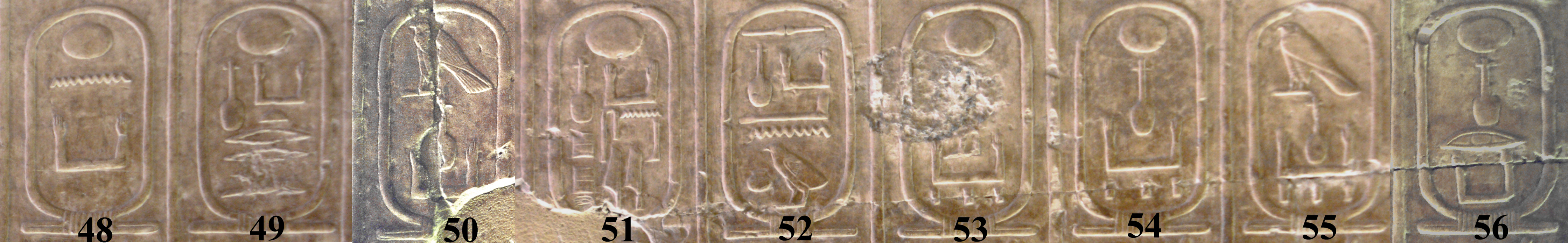
VIII dinastia

| n°       | 40         | 41      | 42           | 43             | 44              | 45               | 46       | 47       |
| prenomen | Netjerkara | Menkara | Neferkara II | Neferkara Nebi | Djedkara Shemai | Neferkara Khendu | Merenhor | Sneferka |

| n°       | 48     | 49               | 50         | 51                  | 52            | 53      | 54         | 55          | 56          |
| prenomen | Nekara | Neferkara Tereru | Neferkahor | Neferkara Pepiseneb | Sneferka Aanu | Kakaura | Neferkaura | Neferkauhor | Neferirkara |

## XI dinastia

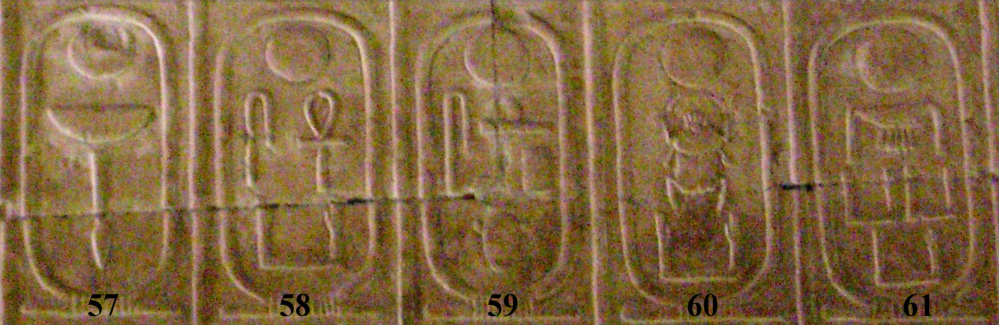
XI dinastia

| n°       | 57         | 58        |
| prenomen | Nebhepetra | Sankhkara |

## XII dinastia

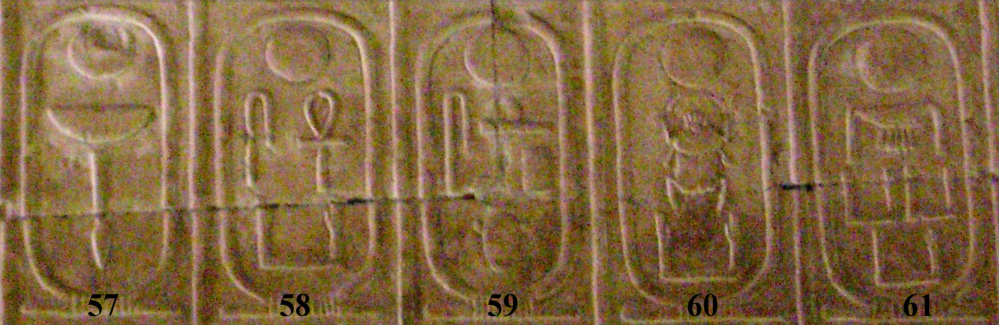
XII dinastia

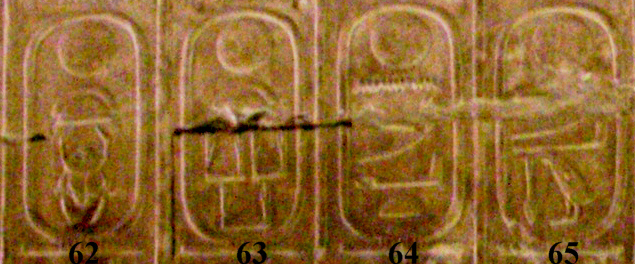
XII dinastia

| n°       | 59          | 60         | 61        | 62         | 63       | 64       | 65         |
| prenomen | Sehetepibra | Kheperkara | Nebukaura | Khakeperra | Khakaura | Nemaatra | Maakherura |

## XVIII dinastia

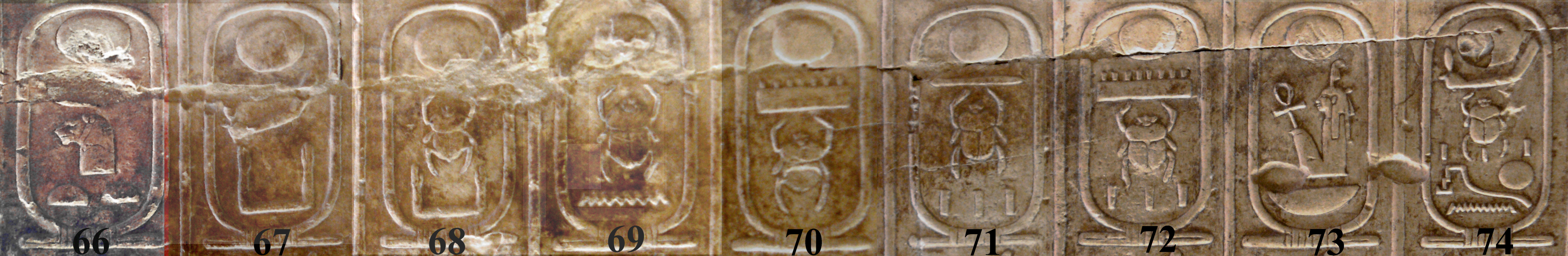
La XVIII dinastia

| n°       | 66     | 67         | 68           | 69           | 70          | 71          | 72           | 73        | 74                        |
| prenomen | Ahmose | Djeserkare | Aakheperkara | Aakheperenra | Menkheperra | Aakheperura | Menkheperura | Nebmaatra | Djeserkheperura Setepenra |

## XIX dinastia

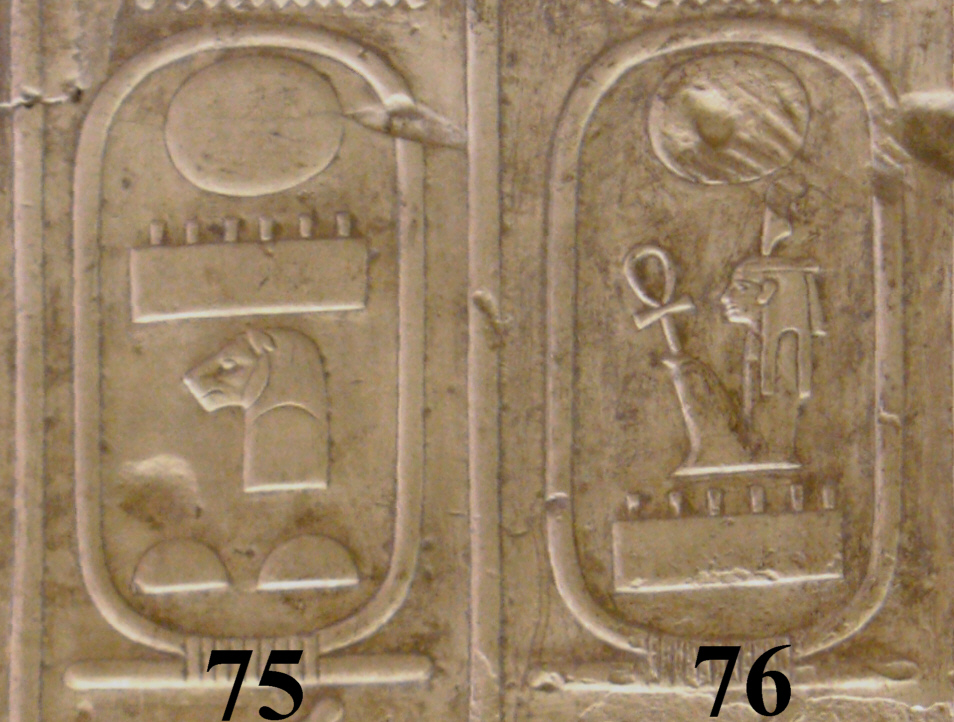
XIX dinastia

| n°       | 75         | 76        |
| prenomen | Menpehtira | Menmaatra |